# Бассатин
Бассатин (англ. Bassatine, Bassatin) — еврейское кладбище в Каире, Египет. Является вторым по древности еврейским кладбищем в мире после кладбища на Масличной (Елеонской) горе в Иерусалиме. «Бассатин» был основан в 868—884 гг. по приказу Султана Ахмеда Ибн Тулуна, основателя Тулунской династии в Египте.
Султан Ахмед ибн Тулун выделил землю еврейской общине Египта в 868 году, которую в то время возглавлял Саади бен Иосиф — знаменитый еврейский литератор, писавший на арабском.[уточнить]
Площадь кладбища составляет 120 феддан (504 000 кв. м.) и расположено между центром Каира и пригородом Маади. На кладбище похоронены как именитые представители еврейской общины Египта, так и многие простые евреи.
На кладбище в специальном мавзолее похоронен главный раввин Египта Хаим Нахум Эффенди, прослуживший в этой должности c 1925 по 1960 год.

## Современность
В 1978 году президент Еврейского Общинного Совета Каира Кармен Вайнштайн начала кампанию по сохранению и реконструкции кладбища.
В 1991 году с финансовой помощью «Всемирной сефардской федерации» вокруг кладбища была построена стена длиной 2 км и высотой 3 м, охватившая площадь в 35 федданов (147 000 кв. м.).
В 2000 году Аарон Кивиат (Aaron Kiviat), студент Американского университета в Каире, и ещё 5 добровольцев, провели цифровую съемку более 4 000 могил, на которых еще сохранились надписи.
Усилиями еврейских диаспор в Марокко и США и в сотрудничестве с египетскими властями реконструкция кладбища продолжается.. Ведется работа по переводу надгробных надписей с иврита на арабский и английский языки, продолжается каталогизация могил.
По названию кладбища было названо электронное еврейское информационное издание Еврейского Общинного Совета Каира «Бассатин», основанное в 1995 году.